# Clean Pete
Clean Pete is een Nederlands popduo bestaande uit cello, gitaar en tweestemmige zang van de tweelingzusjes Loes en Renée Wijnhoven. Samen brachten ze vier albums uit bij Excelsior Recordings en stonden op de festivals Pinkpop, Down The Rabbit Hole, Into The Great Wide Open en WoNDeRFeeL.  

## Ontstaan
Loes en Renée Wijnhoven werden op 31 oktober 1990 geboren te Sint Anthonis en zijn opgegroeid te Sambeek. Op jonge leeftijd begonnen ze samen te spelen onder de naam Clean Pete. Ze volgden beiden een opleiding aan het Conservatorium Maastricht. In maart 2012 kwam hun eerste ep Niet nu, ja ook nu, maar vooral altijd uit. In 2012 haalden zij de finale van de Grote Prijs van Nederland in de categorie singer-songwriters. Hier kwamen zij in contact met Anne Soldaat, die het tweetal onder zijn hoede nam. In maart 2013 verscheen de tweede ep, getiteld Er kan er maar één de beste zijn. Op deze EP stonden vijf nummers, die de band heeft opgenomen met Jan Minnaard van Wolf In Loveland.

## Carrière
Op 19 april 2013 tekenden zij een contract bij Excelsior Recordings. Samen met Soldaat, die de plaat produceerde en optrad als gastmuzikant, werkte het duo aan hun debuutalbum dat de titel Al zeg ik het zelf kreeg. Na het uitbrengen van dit album volgen de optredens op Noorderslag en Motel Mozaique. In hetzelfde jaar hadden ze een gastbijdrage op het album Soldier on van Tim Knol. In 2014 stond Clean Pete voor het eerst op de Parade met schrijfster Hanneke Hendrix met de voorstelling Al zegt hij het zelf. In 2015 stonden ze samen met dichteres Tjitske Jansen op de Parade met de voorstelling Oost West. In de zomer van 2019 stonden de dames wederom op de Parade met de voorstelling Clean Pete Journaal. In 2015 waren ze te horen op het album Talks little, kills many van Anne Soldaat. Beiden werkten mee als achtergrondzangeres en Renée tevens als celliste en strijkersarrangeur.
Op 23 oktober 2015 verscheen hun tweede, meer elektronische, album, "Aan het licht". Dit werd opgenomen in Antwerpen bij Arne Van Petegem. In 2016 speelden ze voor de eerste keer op Pinkpop.
In 2018 kwam het derde studio-album Afblijven uit, wederom opgenomen met Van Petegem. Zowel op de plaat en in de live-shows drumde Kees Schaper. De band speelde die zomer onder andere op Down The Rabbit Hole en het Valkohf Festival. In 2019 gingen ze voor het eerst op theatertournee met de voorstelling Afblijven. Deze voorstelling speelden ze in totaal 41 keer door het hele land in een driekoppige bezetting met naast Loes en Renée Sam van Hoogstraten. In eerste instantie bestond de tour uit 21 voorstellingen, in het najaar van datzelfde jaar vond een reprise plaats. Onder andere het Concertgebouw en De Kleine Komedie werden hierbij aangedaan.
Eind 2019 kwam kerstalbum Gloria uit, met samenwerkingen met Anne Soldaat, Moon Moon Moon, Stefano Keizers, Marien Dorleijn, Ruben Hein, Niek Nellen, Pieter Embrechts, Lucky Fonz III, Lea Kliphuis en Thijs Boontjes. Het Amerikaanse tijdschrift Rolling Stone plaatste het album, ondanks de Nederlandstalige teksten, op de zesde plaats van de beste kerstalbums van 2019.

## Bandleden
Huidig:
- Loes Wijnhoven - zang, gitaar
- Renée Wijnhoven - zang, cello
- Danny van Tiggele - gitaar, basgitaar
- Kees Schaper - drums

In het verleden:
- Sam van Hoogstraten - gitaar, basgitaar

## Discografie
- Niet nu, ja ook nu, maar vooral altijd, 2012
- Er kan er maar één de beste zijn, 2013
- Al zeg ik het zelf, 2014
- Aan het licht, 2015
- Afblijven, 2018
- Gloria, 2019
- Er is mij verteld, 2020
- Winternacht, 2024